# Edward Gibalski

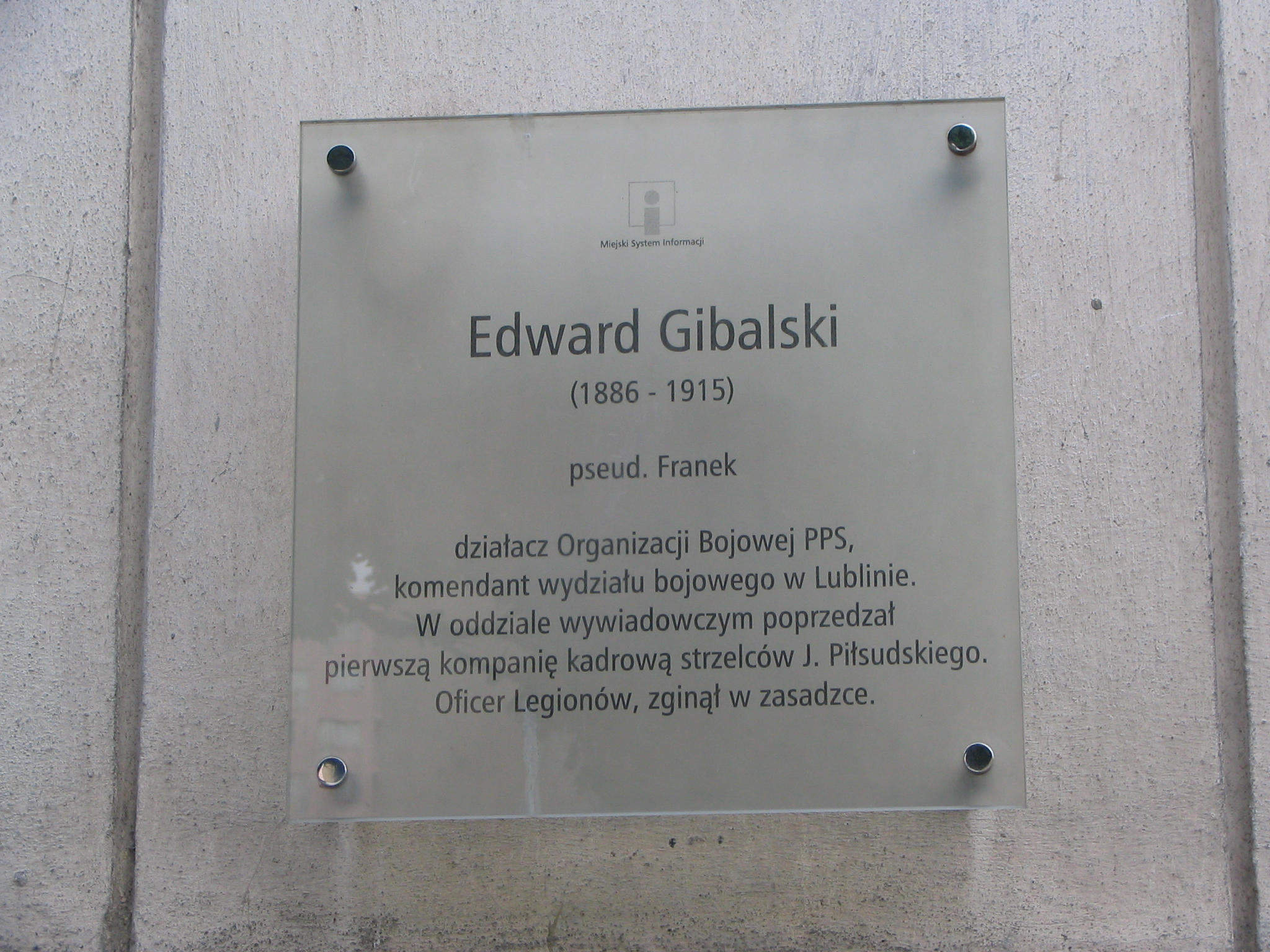
Tablica informacyjna o patronie ulicy na warszawskiej Woli.

Edward Michał Gibalski, ps. Franek (ur. 13 września 1886 w Czystej Dębinie, zm. 13 września 1915 pod Stobychwą) – działacz niepodległościowy, jeden z najwybitniejszych bojowców Organizacji Bojowej PPS, podporucznik Legionów Polskich, kawaler Orderu Virtuti Militari.

## Życiorys
Urodził się 13 września 1886 w Czystej Dębinie, w rodzinie Aleksandra, robotnika–powstańca z 1863, i Joanny z Michalskich. Od najmłodszych lat życia musiał pracować zarobkowo ze względu na trudną sytuację ekonomiczną w domu. Początkowo pracował jako ślusarz w Lublinie, a później jako telegrafista na Kolei Nadwiślańskiej. W 1904 wstąpił do Polskiej Partii Socjalistycznej, gdzie był znany pod pseudonimem Franek (w początkowym okresie także Mały).
Gibalski szybko rozpoczął organizowanie bojówek. Już w 1905 zorganizował pod kierownictwem Józefa Mireckiego pierwszą piątkę bojową na terenie Lubelszczyzny. Pierwszą akcją bojową Gibalskiego było wykonanie – na początku 1905 – wyroku śmierci na policjancie w Lublinie. Wydział bojowy PPS oceniając działania Gibalskiego podjął decyzję o wysłaniu go w 1906 do szkoły instruktorskiej. Po jej ukończeniu objął funkcję kierownika Wydziału Bojowego okręgu płockiego PPS. Na terenie okręgu płockiego Gibalski zorganizował wiele grup bojowych i przeprowadził szereg akcji bojowych. Jedną z bardziej znaczących i udanych akcji wymierzonych w administrację carską był przeprowadzony w 1906 pod dowództwem Gibalskiego napad na konwój pocztowy wiozący pieniądze do Łowicza. W walce zdobyto około 30 000 rubli. Pod koniec 1906 roku Gibalski został aresztowany w Warszawie – podczas kontroli dokumentów legitymował się fałszywym paszportem. Po kilku miesiącach śledztwa został zwolniony z powodu braku dowodów winy. W tym okresie był już jednak intensywnie poszukiwany na terenie Lubelszczyzny. W 1907 został komendantem Wydziału Bojowego w okręgu kieleckim PPS. W czasie pełnienia tej funkcji przeprowadził udane akcje ekspropriacyjne: na pocztę w Rejowcu, na pociąg pod Tumlinem i w listopadzie 1907 na ambulans pocztowy w Ostrowcu Świętokrzyskim. Każda z tych akcji przyniosła partii pokaźne ilości pieniędzy. 26 kwietnia 1908 w czasie strzelaniny (ukrywając się w domu przy ulicy Kamiennej w Ostrowcu) zastrzelił trzech żandarmów rosyjskich i pomimo że został ranny, zdołał zbiec. W 1908 brał udział m.in. w uwieńczonej sukcesem tzw. akcji pod Bezdanami.
W latach 1909–1911 brał udział – w dalszych akcjach bojowych Organizacji Bojowej PPS Frakcji Rewolucyjnej: pod Sierpcem (9 czerwca 1910), pod Krasnymstawem (styczeń 1911) i pod Turkiem (pierwsza połowa 1911). Był przeciwnikiem oddzielenia Związku Walki Czynnej od PPS. W kwietniu 1911 na znak protestu przeciw uniezależnianiu ZWC, wraz z Tomaszem Arciszewskim złożył rezygnację z Wydziału Bojowego i związał się z PPS-Opozycja.
W 1912 wyjechał do Krakowa, a później jako stypendysta Muzeum Polskiego w Rapperswilu do Szwajcarii, gdzie osiedlił się wraz z żoną – towarzyszką partyjną Bronisławą Opatołowiczówną w Winterthurze. Tamże Gibalski został słuchaczem szkoły technicznej „Technicum”. Instruktor tamtejszego Związku Strzeleckiego.  W sierpniu 1913 r. odbył kurs wojskowy Letniej Szkoły Instruktorskiej Związku Strzeleckiego w Stróży.
Na wieść o wybuchu wojny powrócił do Polski i zgłosił się do Legionów. Rozpoczął służbę wojskową jako podporucznik w pułku ułanów pod dowództwem Beliny-Prażmowskiego, w którym przebył kampanię 1914 i 1915. Jesienią 1915 walczył na Wołyniu. 13 września 1915 oddział Gibalskiego dostał się pod Stobychwą w zasadzkę. W czasie walk Gibalski poległ. Został pochowany w Kowlu. Pośmiertnie został awansowany na porucznika ze starszeństwem z 3 lipca 1915, a później zweryfikowany w stopniu kapitana.

## Ordery i odznaczenia
- Krzyż Srebrny Orderu Wojskowego Virtuti Militari nr 5298 – pośmiertnie 17 maja 1922[7][8][1]
- Krzyż Niepodległości z Mieczami – pośmiertnie 19 grudnia 1930 „za pracę w dziele odzyskania niepodległości”[9][4][10][11]
- Krzyż Walecznych czterokrotnie

## Upamiętnienie
Imię Edwarda Gibalskiego noszą:
- ulica na warszawskiej Woli, na osiedlu Młynów[12];
- ulica w Łodzi.

We wsi Zbójno na skraju lasu przy drodze z Sierpca do Płocka w miejscu bitwy oddziału OB PPS pod dowództwem Gibalskiego w 1938 został ustawiony pamiątkowy pomnik. Podczas okupacji niemieckiej pomnik został zniszczony, zaś zachowane fragmenty zostały ukryte przez okolicznych mieszkańców. Zostały odnalezione po czterdziestu latach. 6 listopada 1988 odbudowano pomnik z nową tablicą o treści: 

Tu 10.07.1910 roku org. boj. PPS fr. rew. pod dowództwem Fr. Gibalskiego w krwawym starciu z siepaczami caratu stwierdziła ciągłość zbrojnej walki o wolną Polskę

17 listopada 2005 pomnik został odnowiony i umieszczono na nim nową tablicę z napisem 

Przechodniu, przystań na chwilę. W tym miejscu 10 VII 1910 r. organizacja bojowa P.P.S. frakcja rewolucyjna pod dowództwem Franciszka Gibalskiego stawiła zacięty opór wojskom carskim. Cześć ich pamięci.

 Drugi napis zawiera błąd rzeczowy. Imię Franek jest pseudonimem, a imię bojowca brzmi Edward.